# Tetrazygia minor
Tetrazygia minor är en tvåhjärtbladig växtart som beskrevs av Ignatz Urban. Tetrazygia minor ingår i släktet Tetrazygia och familjen Melastomataceae. Inga underarter finns listade i Catalogue of Life.